# Stanisław Albertyn Nowalski

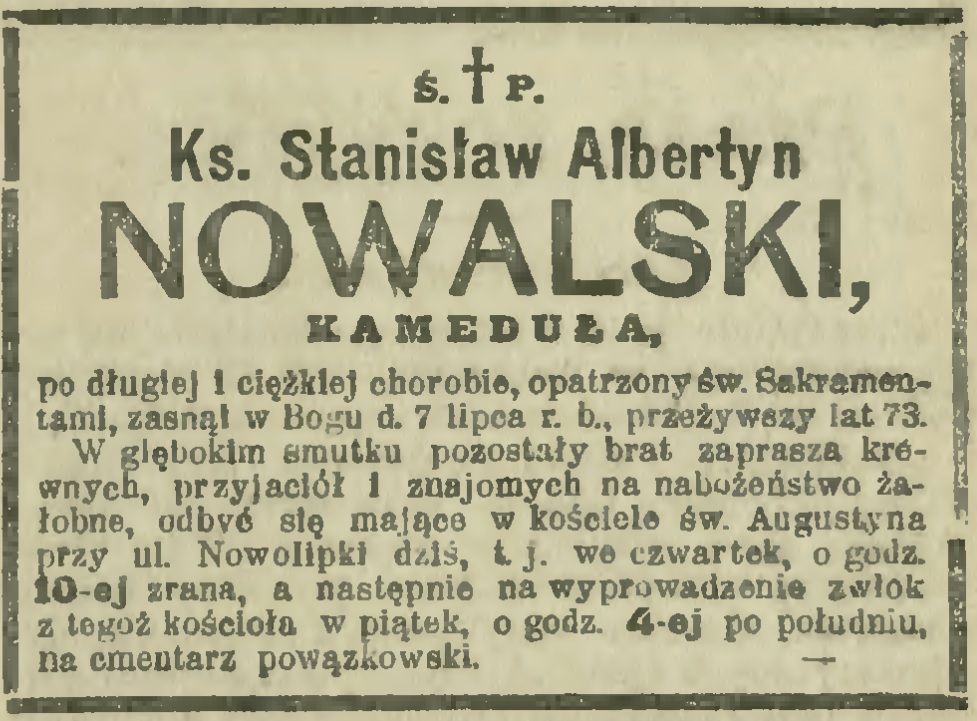
Nekrolog ks. Stanisława Albertyna Nowalskiego zamieszczony w „Kurierze Warszawskim” z dnia 8 lipca 1909, dodatek poranny

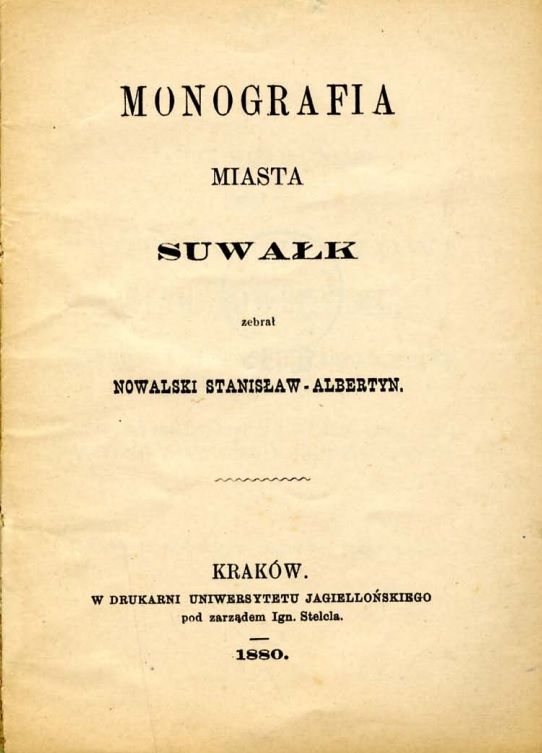
Strona tytułowa Monografii miasta Suwałk, wyd. 1880

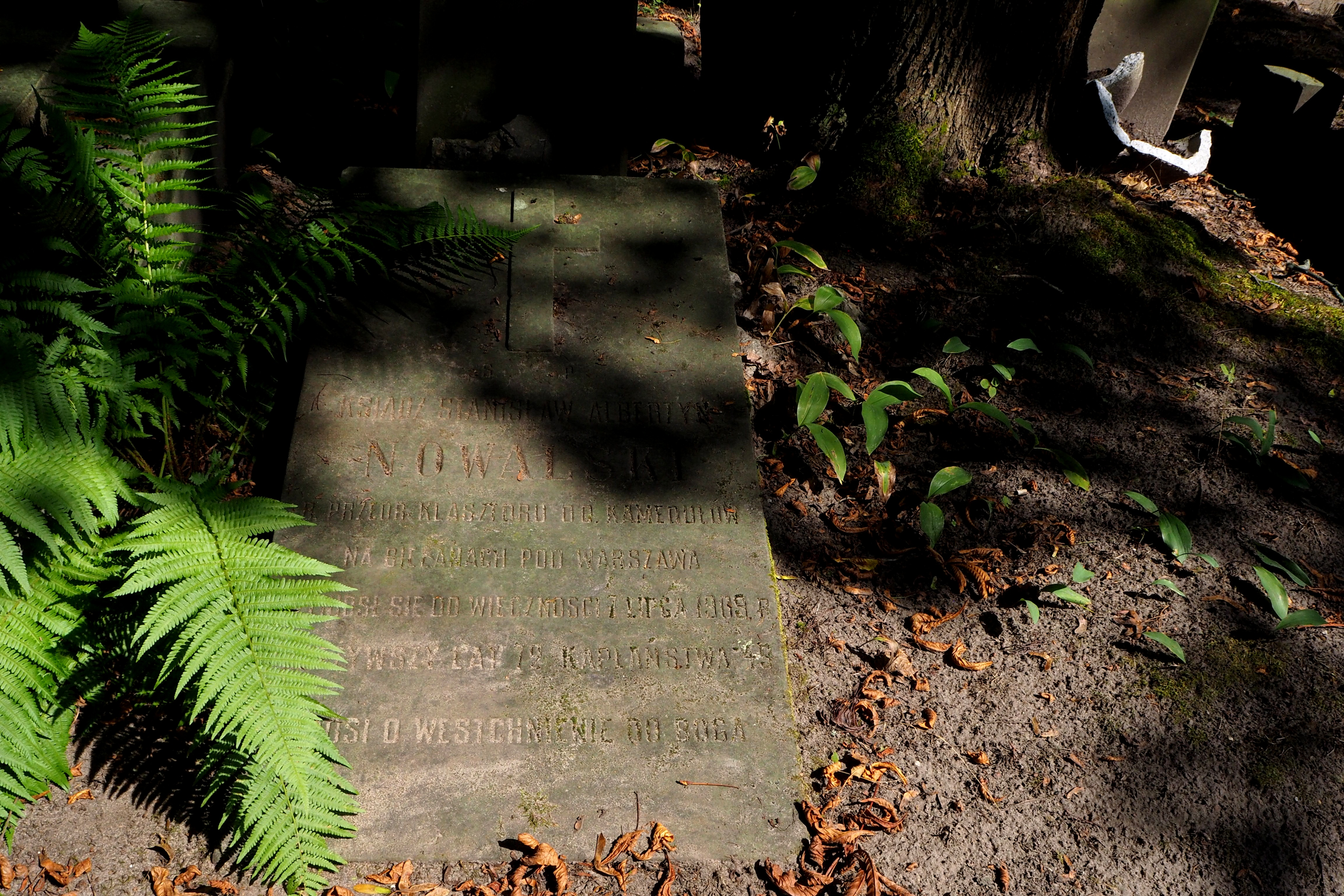
Grób ks. Stanisława Albertyna Nowalskiego na Cmentarzu Powązkowskim w Warszawie

Stanisław Albertyn Nowalski (ur. w 1836] we wsi Krasne, zm. 7 lipca 1909 w Warszawie) – polski kameduła, historyk, bibliotekarz.

## Rodzina
Większość publikacji dotyczących Stanisława Albertyna Nowalskiego, stwierdza że jego dzieciństwo i młodość są nieznane. Dostępne wydawnictwa podają, że urodził się w 1836 r. we wsi Krasne niedaleko Krasnopola. Jego rodzicami byli Stanisław i Rynkiewiczówna. Nie udało się ustalić imienia matki. Wiadomo natomiast, że miał dużo młodszego brata – Józefa Hilarego, urodzonego w 1854 r.
Jak czytamy w Szkicach suwalsko-mazurskich, Stanisław wychowywał się we wsi i rodzinie o sporych tradycjach kulturalnych. Słownik geograficzny Królestwa Polskiego ... podaje, iż w Krasnem funkcjonowała czytelnia prywatna, z której mieszkańcy książki wypożyczają. Założył ją p. Nowalski. Pojawiają się jednak wątpliwości czy rzeczywiście chodzi o tę właśnie wieś Krasne, czy też może o Krasne w gminie Giby.

## Życiorys
Nowalski do zakonu kamedułów na warszawskich Bielanach wstąpił 24 lipca 1861 r. Tu otrzymał imię Albertyn. Pięć lat później, w październiku 1866 r., przyjął we Włocławku święcenia kapłańskie. Od 1867 r. do 1871 r. pełnił funkcję bibliotekarza, zaś w latach 1872-1876 przeora klasztoru kamedułów warszawskich.
Oprócz pełnienia posługi zakonnej zajmował się także zbieraniem materiałów dotyczących historii Wigier i Suwałk. W efekcie prowadzonych badań powstała pierwsza w historii Monografia miasta Suwałk (wydana w 1880 r.), która zawierała przede wszystkim tekst przywileju lokacyjnego nadanego mieszkańcom Suwałk. Znalazły się tu również krótkie informacje dotyczące ówczesnej sytuacji miasta (trochę danych statystycznych). Monografia została dedykowana ks. Piotrowi Pawłowi Wierzbowskiemu, biskupowi diecezji sejneńskiej. W publikacji odnotowano wykaz prac Nowalskiego, zarówno tych opublikowanych, jak i przewidzianych do druku w przyszłości. Stąd też wiemy, że kameduła pracował nad historią klasztoru kamedulskiego na Wigrach, zbierał też materiały do encyklopedii literatów słowiańskich. Niestety, żadna z tych prac nie doczekała wydania. Fragmenty Monografii klasztoru Eremu Wigierskiego ukazały się w Kalendarzu Ludowym Redakcji "Zorzy" (Warszawa 1871 r.), potem zaś w Dziełach Wszystkich. Cz. 5 Mazowsze Oskara Kolberga (wyd. 1890 r.). Tu też znalazł się tekst legendy o wigierskiej siei. Za życia Nowalskiego wydano ponadto tłumaczony i opracowany przez niego Żywot Świętej Anieli z Fulginu (wyd. 1870 r.).
Zakonnik publikował także artykuły z dziedziny pszczelarstwa w ówczesnej prasie warszawskiej („Zorza”, „Kurier Warszawski”). Należał również do spółki Muzeum Pszczelniczego (Pszczelarskiego) na warszawskich Koszykach. Był członkiem komisji rewizyjnej spółki, zasiadał ponadto w komisji egzaminacyjnej Muzeum Pszczelniczego. W 1885 r. wszedł w skład komisji dyktatorskiej powołanej do ratowania spółki Muzeum Pszczelniczego przed upadkiem.

2 lutego 1886 r. zakonnik został aresztowany przez władze carskie, a 7 marca 1886 r. skazany na zesłanie w głąb Rosji. Wysłany był z granic Kr. P. pod strażą, a miał pozostawione prawo wyboru miejsca zamieszkania poza Kr. P., północno i południowo nadbałtyckim krajem i poza gubernjami: petersburską, besarabską, chersońską i taurydzką. Ostatecznie ksiądz A. N. zamieszkał w Charkowie. Powodem aresztowania było udzielanie przez Nowalskiego sakramentów unitom. Jak pisze S. R. Lewandowski Nowalski znany był z dawania ślubów katolickich unitom. Na zesłaniu spędził blisko 20 lat. Do Warszawy powrócił dopiero w 1905 r. Zamieszkał w przytułku św. Stanisława Kostki.
Zmarł 7 lipca 1909 r. po długiej i ciężkiej chorobie. Nabożeństwo żałobne odbyło się 8 lipca 1909 r. w kościele św. Augustyna (ul. Nowolipki), natomiast wyprowadzenie zwłok i pochówek na Cmentarzu Powązkowskim – 9 lipca 1909 r.

## Prace opublikowane
- Monografia miasta Suwałk (1880 r.)[10]
- Żywot Świętej Anieli z Fulginu (1870 r.)[11]